# Варшава-Гданська
Варшава-Гданська (пол. Warszawa Gdańska / Dworzec Gdański — Гданський вокзал) — залізнична станція на півночі Варшави.
Перша станція в цьому місці була збудована ще в 1877–1880 р., але була знищена російськими військами під час Першої Світової. Тимчасова станція, яка була побудована після закінчення війни була зруйнована в 1945 році.
Сучасний, як на той момент, проект архітектора С. Каллера був втілений в життя в 1958–1958, то був перший відбудований вокзал в післявоєнній Варшаві.
Після побудови в 1975 р. Варшави-Центральної, вокзал перетворився на станцію, яка обслугує виключно приміські сполучення.
Велику шкоду будинку принесла пожежа в 1984 році. Він був відреставрований, але зі змінами, наприклад, був добудований один поверх.
У 2011 році були відремонтовані перони станції, та побудований підземний тунель, який безпосередньо з'єднав перони вокзалу зі станцією метро Двожец Гданський та зупинками Варшавського трамваю.
З Варшави Гданської відходить 9 лінія SKM, що сполучає Варшаву з іншими містечками міської агломерації на півночі, нап. Легіоново.

## Галерея

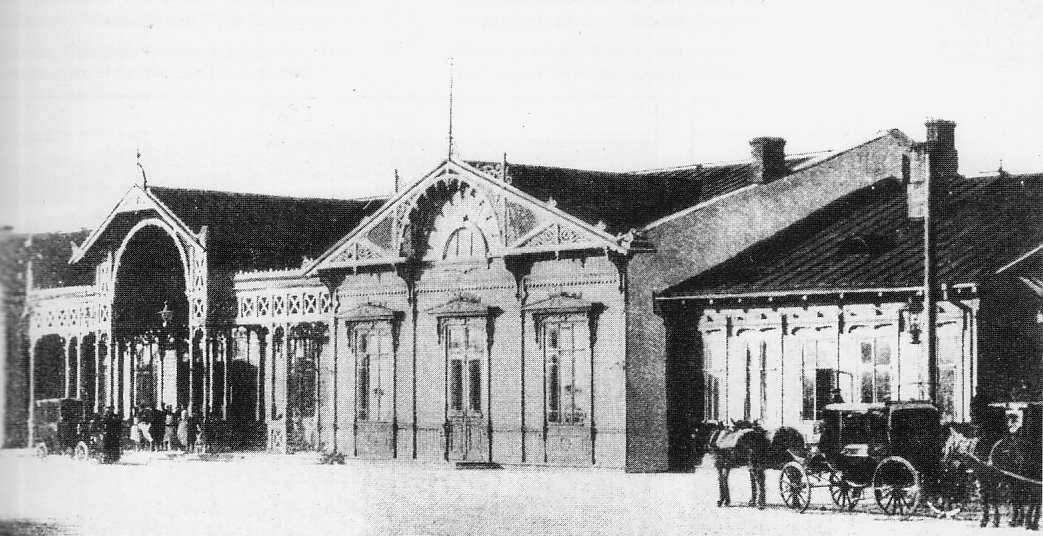
Двожец Ковельський в 1877.
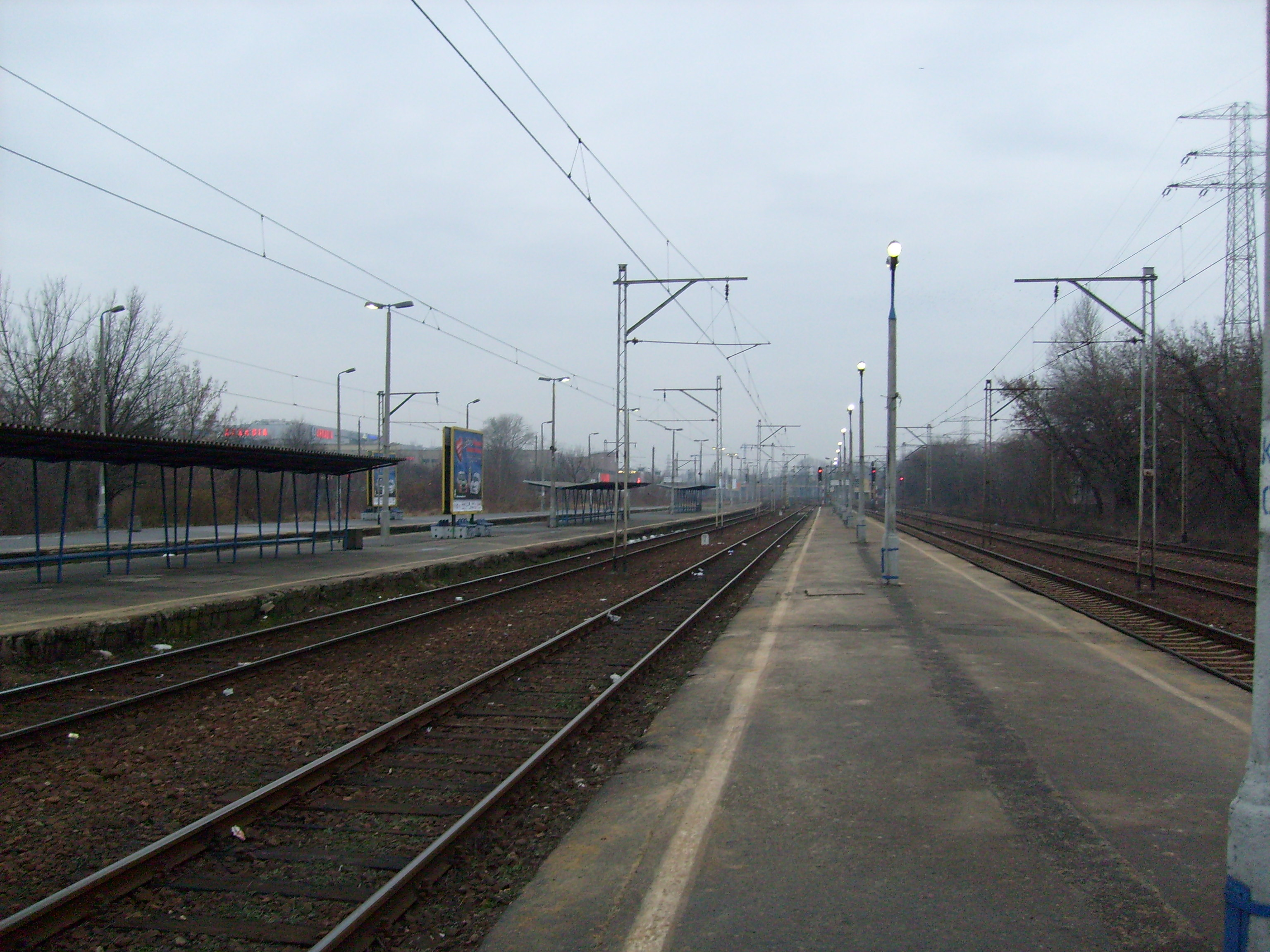
Перони станції в 2009 р.